# Международная федерация организаций доноров крови
Международная Федерация Организаций Доноров Крови (аббревиатура IFBDO на английском и FIODS на французском и испанском языках) — это международная организация, ставящая своими основными целями обеспечение приоритета безвозмездного донорства для достижения полного самообеспечения стран-членов необходимыми запасами крови, а также гармонизацию стандартов безопасности процессов сбора и контроля донорской крови.
Уставные цели:
1. Продвижение политики регулярного, анонимного, добровольного и безвозмездного донорства крови во всех странах мира.
2. Достижение полного удовлетворения потребности стран в высококачественной человеческой крови и её производных продуктах, сотрудничество с компетентными организациями.
3. Обеспечение гарантий безопасности средств и процессов как для доноров, так и для получателей крови.
4. Борьба с любыми типами коммерции и наживы на крови и её производных продуктах на основании утверждения, что человеческое тело не подлежит отчуждению.
5. Участие в исследованиях, мероприятиях и дискуссиях, связанных с организацией процессов переливания крови и деятельностью ассоциаций доноров крови, а также с исследованиями и разработками новых техник переливания крови.
6. Формирование общественного мнения с целью пропаганды идеи безвозмездного донорства крови, соблюдения этики и уважения к альтруизму доноров крови.[1]

## Организационная Структура
Международная Федерация Организаций Доноров Крови была основана в Люксембурге 4 декабря 1955 года. Штаб-квартира Федерации находится в Монако. Официальные языки Федерации — французский, английский и испанский. В Международной Федерации Организаций Доноров Крови представлены 72 государства. Каждая страна может быть представлена лишь одной национальной организацией доноров крови. Существует 4 типа членов Федерации: действующие, присоединенные, почетные и члены-наблюдатели.
Высшими органами Федерации являются Генеральная Ассамблея и Исполнительный Совет. Два наиболее важных поста — Президент (в настоящее время — Джанфранко Массаро, Италия) и Генеральный Секретарь (Жан-Мари Дюран, Франция).
Международная Федерация Организаций Доноров Крови является учредителем награды Order of the International Merit for Blood (Орден за Заслуги в Международном Движении Крови), которая выдается личностям, организациям и субъектам государств, осуществившим особый вклад в дело добровольного безвозмездного донорства крови.
Федерация также учредила Фонд Солидарности (IFBDO Solidarity Foundation), чьими функциями являются поддержка членов Федерации в области международных программ.

## Всемирный День Донора Крови
Начиная с 1995 года Международная Федерация Организаций Доноров Крови по собственной инициативе проводила Международный День Донора Крови , но в 2002 году Федерация начала переговоры с тремя важнейшими международными организациями, работающими в сфере донорства крови: с Всемирной Организацией Здравоохранения (ВОЗ), с Международной Федерацией Красного Креста и Красного Полумесяца (IFRCS) и с Международным Обществом Переливания Крови (ISBT). Результатом переговоров стало подписание в 2004 году договора об учреждении Всемирного Дня Донора Крови. На Всемирной Ассамблее Здравоохранения в 2005 году Министры всех стран-членов Всемирной Организации Здравоохранения единогласно ратифицировали и подписали резолюцию, в которой безвозмездные доноры признавались наиважнейшим ресурсом гарантированно безопасной крови. Всемирный День Донора Крови был учрежден официально как ежегодный праздник и получил рекомендацию для его интеграции в Государственные Программы Донорства Крови. Начиная с 2004 года Всемирный День Донора Крови проводится по всему Миру ежегодно 14 июня, и его официальными и постоянными организаторами и спонсорами являются партнеры-учредители: Международная Федерация Организаций Доноров Крови, Всемирная Организация Здравоохранения, Международная Федерация Красного Креста и Красного Полумесяца и Международное Общество Переливания Крови.
Члены Международной Федерации Организаций Доноров Крови
1. Афганистан
2. Албания
3. Алжир
4. Аргентина
5. Азербайджан
6. Беларусь
7. Боливия
8. Бразилия
9. Болгария
10. Буркина-Фасо
11. Камерун
12. Канада (Квебек)
13. ЦАР
14. Чили **
15. Коста-Рика
16. Кот-д’Ивуар
17. ДР Конго
18. Дания
19. Джибути
20. Доминиканская Республика
21. Доминика
22. Сальвадор
23. Эстония
24. Фарерские острова
25. Франция
26. Габон**
27. Греция
28. Гвинея-Бисау
29. Гвинея
30. Исландия
31. Индия
32. Индонезия
33. Италия
34. Косово
35. Латвия
36. Ливан
37. Литва
38. Люксембург
39. Мали
40. Мальта
41. Маврикий
42. Мексика**
43. Монако
44. Монголия
45. Марокко
46. Мьянма**
47. Непал
48. Нидерланды
49. Никарагуа
50. Нигерия
51. Нигер **
52. Пакистан
53. Палестина
54. Панама
55. Парагвай
56. Перу
57. Филиппины
58. Португалия
59. Республика Конго
60. Румыния
61. Россия
62. Сан-Марино
63. Сенегал
64. Испания
65. Швейцария
66. Сан-Томе и Принсипи
67. Того
68. Тунис
69. Украина
70. Уругвай
71. Венесуэла
72. Вьетнам

** Членство одобрено, в ожидании ратификации Генеральной Ассамблеей.
| Roger Guénin (Франция)                    | 1955—1958 |
| Vittorio Formentano (Италия)              | 1958—1968 |
| Louis Pauli (Монако)                      | 1968—1970 |
| Roger Guénin (Франция)                    | 1970—1971 |
| Pierre Grange (Франция)                   | 1971—1973 |
| Anne Croesi (Монако)                      | 1974—1981 |
| Juan Picazo (Испания)                     | 1981—1984 |
| Leonora Carlota Osório (Бразилия)         | 1984—1987 |
| Djilis Tahir (Индонезия)                  | 1987—1988 |
| Siti Hardiyanti Indra Rukmana (Индонезия) | 1988—1995 |
| Nicole Petton (Франция)                   | 1996—1999 |
| Martin Manceñido Fuertes (Испания)        | 1999—2002 |
| Pasquale Colamartino (Италия)             | 2002—2005 |
| Niels Mikkelsen (Дания)                   | 2005—2011 |
| Gianfranco Massaro (Италия)               | 2011—….   |